# 公路跑步
公路跑步，簡稱路跑，即是在公路上進行跑步的一種運動，通常被歸類於田徑項目中的長距離跑。以場地而言，有別於田徑場或越野跑步。作為競賽項目，跑步距離由5（3.1英里）至42.195（26.219英里）不等，甚至長達100公里。較為普及且被國際田徑聯會承認的三種距離為：10（6.2英里）、半馬拉松和全馬拉松；由於慈善理由，近年亦興起較短的5公里跑；部分賽事亦歡迎使用輪椅的傷健人士參加。

## 賽道
賽跑比賽通常在大城市和小鎮的街道上舉行，但也可以在任何道路上進行。國際田徑總會（World Athletics）認可了11種常見的公路賽距離，這些距離如果符合資格標準，可以被計入紀錄：1英里（約1.609公里）、5公里（約3.11英里）、10公里（約6.21英里）、15公里（約9.32英里）、10英里（約16.09公里）、20公里（約12.43英里）、半程馬拉松（21.098公里或13.1英里）、25公里（約15.53英里）、30公里（約18.64英里）、35公里（約21.75英里）、馬拉松（42.195公里或26.2英里）、50公里（約31.07英里）以及100公里（約62.14英里）。此外，24小時跑也被認可。其中，5公里、10公里、25公里、30公里、半程馬拉松、馬拉松和100公里是國際田徑總會認可的世界紀錄距離。  
一些國際知名的賽事具有獨特的距離。例如，美國紐約市的「第五大道一英里賽」（Fifth Avenue Mile）距離為1.0英里（約1.61公里）；新西蘭奧克蘭的「環灣賽跑」（Round the Bays）距離為8.4公里（約5.22英里）；美國馬薩諸塞州法爾茅斯的「法爾茅斯公路賽」（Falmouth Road Race）距離為7.1英里（約11.42公里）；美國康涅狄格州曼徹斯特的「曼徹斯特公路賽」（Manchester Road Race）距離為4.75英里（約7.64公里）；澳大利亞悉尼的「城市到海灘馬拉松大賽」（City to Surf）距離為14公里（約8.7英里）；美國加州死亡谷惡水超級馬拉松達135英里（217）；美國夏威夷檀香山的「偉大阿羅哈賽跑」（Great Aloha Run）距離為8.15英里（約13.12公里）；澳大利亞「國王島帝國20賽」（King Island Imperial 20）距離為32公里（約19.88英里）；以及美國西弗吉尼亞州查爾斯頓的「查爾斯頓長跑賽」（Charleston Distance Run）距離為15英里（約24.14公里）。

## 其他延伸
由於新冠疫情後的生活型態改變，部分路跑比賽為了吸引參賽族群，可能會打破一般的固定慣例，與知名企業或動漫作品進行結合。
近年在台灣的路跑活動，除少數既有傳統競賽外，部分比賽甚至會透過品牌授權，讓動漫作品或企業進行冠名贊助，吸引對相應品牌的支持者參與，因而打破路跑只給專業跑者參與的形象，進而帶動賽事的周邊蒐羅風氣。